# Eduardo Teixeira Coelho
Eduardo Teixeira Coelho, noto anche con lo pseudonimo di ETC, Martin Sièvre o Etcheverry (Etcheveri) (Angra do Heroísmo, 4 gennaio 1919 – Firenze, 31 maggio 2005), è stato un illustratore portoghese.
È considerato il più grande disegnatore realista portoghese del dopoguerra. Influenzato da Harold Foster, Coelho era specializzato in fumetti storici. Il suo principale collaboratore, durante tutta la sua carriera francofona, è stato lo sceneggiatore Jean Ollivier, con il quale ha creato Ragnar il Vikingo nel 1955 per la rivista Vaillant, con il quale ha poi rilevato Robin Hood in Pif Gadget nel 1969. Ha anche partecipato da 1976 alla raccolta Storia di Francia a fumetti.

## Biografia
Nato ad Angra do Heroísmo, nelle Azzorre, Eduardo Coelho si recò nel Portogallo continentale per i suoi studi. Ha pubblicato il suo primo fumetto, all'età di 17 anni, nel 1936, sul quotidiano Semper Fixe. Ha poi lavorato nella pubblicità come assistente del fumettista Álvaro Duarte de Almeida, con il quale ha illustrato parte del Corso Dickson de Arte Comercial, un corso di disegno commerciale per corrispondenza. Al suo fianco, oltre che incontrando altri illustratori come João Rodrigues Alves, Eduardo Coelho si è formato e progredito nel suo disegno.
Nel 1941 realizza illustrazioni per il quotidiano Foco.

## O Mosquito (1942-1953)
Divenne collaboratore abituale della rivista portoghese O Mosquito dal 1943, quando aveva 23 anni. Incontrerà colui che sarà il suo sceneggiatore principale: Raul Correia.
In dieci anni divento un autore importante in Portogallo. Il suo designo realistico fu associato a diversi stili: band storiche, western, fantasy. Immagina anche molte opere del famoso poeta portoghese Eça de Queirós: A Torre di D. Ramires (1950), O Defunto (1950), O Suave Milagre (1950), A Aia (1952).
Le sue due serie principali furono il Falcão Negro occidentale, che disegnò dal 1946 al 1949, e O Caminho do Oriente, sceneggiato da Raul Correia, che produsse dal 1946 al 1948 e che illustra i grandi giorni di gloria degli esploratori portoghesi. Tra le sue numerose produzioni, c'è già una striscia sul tema dei Vichinghi, Sigurd o Herói (1946), tema che sarà al centro della sua produzione francese.
Nel 1946, Prince Vaillant di Hal Foster apparve in O Mosquito, una serie che divenne un riferimento per Coelho.
Nel 1949 collaborò nuovamente con Álvaro Duarte de Almeida, per illustrare il libro di propaganda O Valor Moral da Educação Física, scritto dal capitano Alberto Feliciano Marques Pereira. Le illustrazioni mescolano scene storiche (illustrate da Almeida) e scene ginniche (illustrate da Coelho).
Quando O Mosquito cessò le pubblicazioni nel 1953, lasciò il Portogallo.

## Produzione internazionale

### Spagna
Ha lavorato per la Spagna dal 1944, dove ha pubblicato a Madrid nel periodico Chico e in El Gran Chicos. Le sue prime strisce spagnole, come El Hechicero de los Matabeles (1944) o Un Jinete del Oeste (1944), inedite in Portogallo, furono riprese e tradotte poco dopo in O Mosquito. In seguito, alcune strisce apparvero simultaneamente in entrambi i periodici, come Os Náufragos do Barco sem Nome in O Mosquito e la versione spagnola: Los Naufragos del Buque sin Nombre in Chicos, entrambi nel 1946. Dopo aver lasciato il Portogallo, si trasferì in Spagna da 1953.

### Brasile
Eduardo Coelho lavora anche per il Brasile, dove le riviste Aventuras Heróicas e O Jornalzinho pubblicano i suoi lavori.

### Inghilterra
Mentre era in Spagna, soggiorno anche in Inghilterra dove lavorò per la casa editrice inglese Amalgamated Press, collaborando con il piccolo formato mensile Thriller Picture Library, diventando uno degli autori della serie a fumetti di Robin Hood. Alcuni di questi racconti furono tradotti in Francia negli anni '60, con il titolo di Oliver, nell'omonimo piccolo formato.
Subito dopo, ha lavorato anche per un'altra pubblicazione Amalgamated Press, il settimanale Playhour, rivolto a un pubblico più giovane. Ha illustrato racconti come Il gatto con gli stivali (1956) o Tom Pouce (1957).

### Francia 1955-1969
Eduardo Coelho arrivò in Francia nel 1955 e si unì al team Éditions Vaillant sotto lo pseudonimo di Martin Sièvre. Firmerà praticamente tutti i suoi fumetti su sceneggiatura del prolifico Jean Ollivier.
La sua prima pubblicazione, Ragnar nel 1955, in collaborazione con lo sceneggiatore Jean Ollivier, gli porta subito il successo. Questa serie a seguire vive fino alla fine del quotidiano Vaillant, nel 1969, e alcune storie compaiono addirittura agli inizi del Pif Gadget. Sull'abbandono di Ragnar, Richard Medioni spiega:

## Altre pubblicazioni

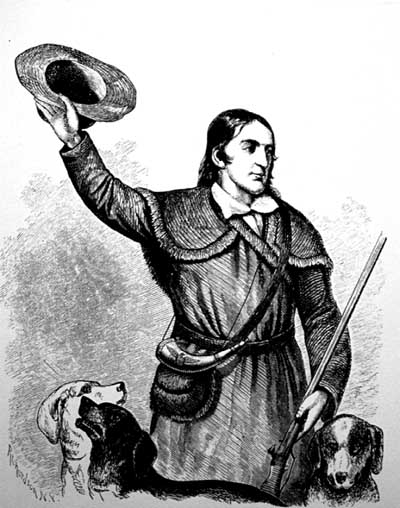
Ritratto di Davy Crockett nel 1834.

### Davy Crockett
Nel 1957, Jean Ollivier ha adattato la storia del trapper americano Davy Crockett in un fumetto. Coelho ha diretto quattro storie prima di interrompere la serie lo stesso anno. Appena arrivato al quotidiano Vaillant, Klin e ha rilevato il disegno di Davy Crockett nel 1960 fino al 1968.

### Wango
Creata nel 1957 su scenari di Jean Ollivier, questa serie che narra le peregrinazioni di un marinaio conosce un solo episodio sotto il pennello di Eduardo Coelho. Fu rilevata nel 1958 da una nuova squadra: Paul Gillon al disegno e Roger Lécureux alla sceneggiatura, che produsse altre tre storie.

### Yves le Lupo
Creata nel 1947 da Jean Ollivier e René Bastard, la serie è stata uno dei pilastri del quotidiano Vaillant fino alla sua scomparsa nel 1966.
Tra il 1960 e il 1961, René Bastard, stanco e malato, smette di disegnare e sceglie di affidare la serie a Eduardo Coelho. Conosce molto bene lo sceneggiatore: Jean Ollivier. Coelho ha diretto quattro episodi di Yves le Loup durante questo periodo prima che René Bastard assumesse il suo personaggio nel 1962.

### Varie
Nel 1956, Eduardo Coelho disegnò l'adattamento a fumetti, prodotto da Jean Ollivier, del libro di Charles De Coster sulla leggenda di Till Ulenspiegel, un fiammingo del XVII secolo che resistette all'occupante spagnolo.
Nel 1968, in Le Vaillant n. 1206, ha diretto una storia di dodici tavole sulla guerra del Vietnam, basata su una sceneggiatura di Georges Rieu, dal titolo La fortezza inespugnabile.

## Pubblicazione diPapolin(1957- 1963)
- In un registro meno realistico, ha creato il titolo hero del mensile Pipolin les gaies Images[7] lanciato dalle edizioni Éditions Vaillant e destinato a un pubblico più infantile.
- Le sue storie sono racconti illustrati, che raccontano le disavventure dell'elfo Pipolin e di due bambini: Nouche e Jo. Per le sceneggiature, Eduardo Coelho è molto aiutato dalla moglie, Gilda Teixeira Coelho, anche lei autrice di letteratura per bambini.

## Piccolo formato

### Biorn le Viking
Dal 1962 al 1968 ha animato su scenari di Jean Ollivier Biorn il Vichingo nei piccoli formati Brik, poi Pirates (Mon journal).

### Cartouche
Sempre con Jean Ollivier, nel 1964 produsse Cartouche nel piccolo formato con lo stesso nome. Questo piccolo formato ebbe solo sette numeri. La serie continua episodicamente in altre pubblicazioni fino al 1966.

## Pif Gadget, lavori (1969-1984)

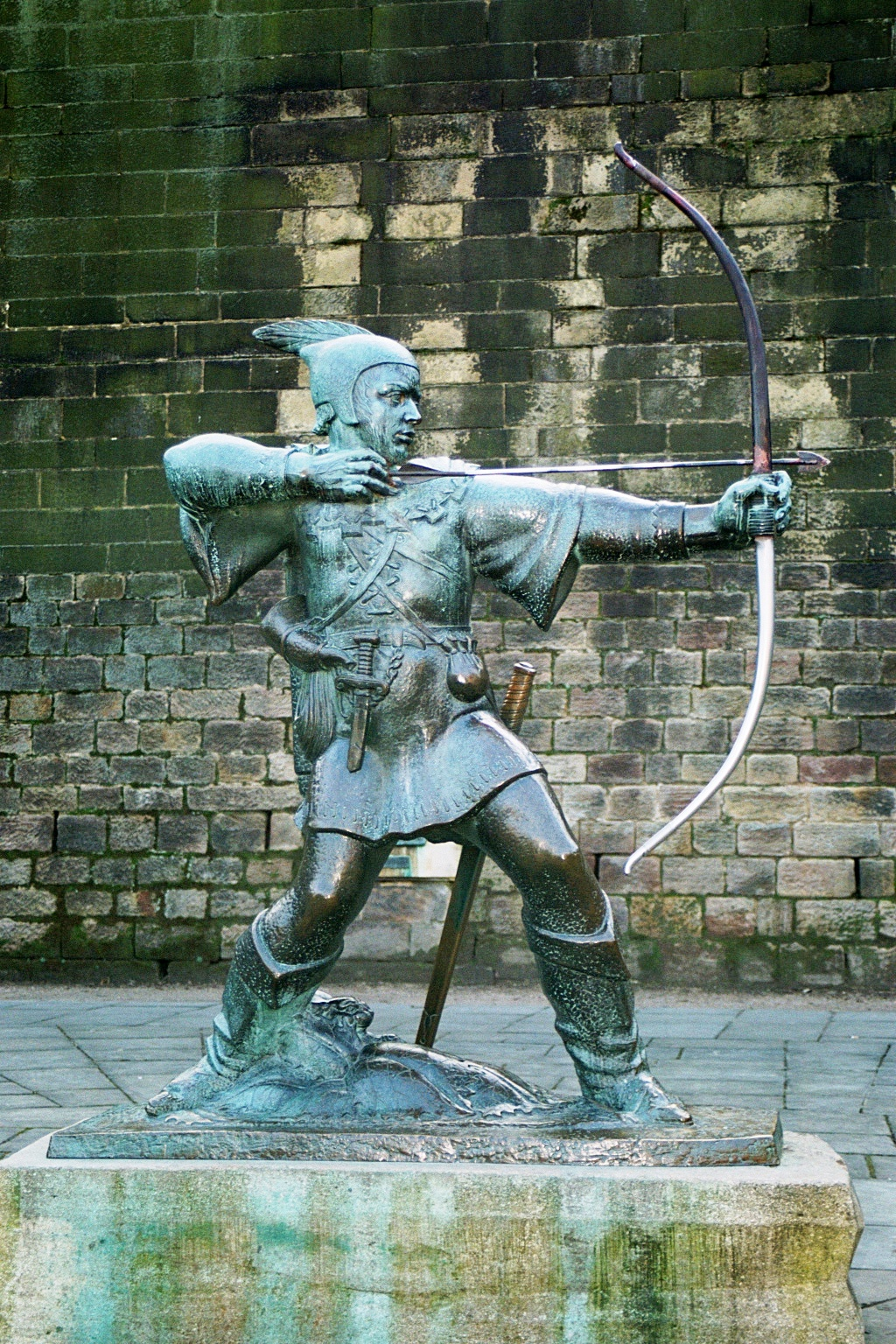
Statua di Robin Hood a Nottingham.

### Robin Hood
Per il nuovo gadget del giornale Pif lanciato nel 1969, Eduardo Coelho abbandonò la sua saga vichinga Ragnar, poco adatta al concetto di storie complete uniche per ogni numero, nonostante il tentativo di adattare la serie a questo formato.
È così che Jean Ollivier gli propone di rilevare Robin Hood, una serie già apprezzata a Vaillant, dove era stata disegnata dal 1965 da un trio di autori: Lucien Nortier, Christian Gaty e Charlie Kiéfer. Inoltre, Coelho è apparso una volta in una serie di Robin Hood a metà degli anni '50, quando ha lavorato per Fleetway nella Thriller Picture Library di piccolo formato. La prima storia di questa nuova squadra, La Nuit de Derby, è apparsa nel gadget Pif, n. 27 del 25 agosto 1969. Coelho ha disegnato un totale di 59 episodi di questa serie fino al 1975. Le storie erano esclusivamente in bianco e nero. All'inizio, le storie si inseriscono in 20 tavole,  poi a poco a poco il formato diminuisce per finire in 10 tavole.
Jean Ollivier è particolarmente affezionato al mito, condividendo i valori di solidarietà e di lotta contro l'ingiustizia e l'oppressione che esso trasmette. Così, la serie, sotto la sua penna e sotto il pennello di Coelho, si concentra sulla lotta di Robin e dei suoi Fuorilegge contro lo sceriffo di Nottingham che perseguita i Sassoni. Ollivier organizza essenzialmente i compagni combattenti di Robin, i suoi Fuorilegge: Petit-Jean, Will Scarlett, Much, Whip e la guerriera Lynn; lasciando da parte personaggi come il fratello Tuck o Marianne, quest'ultima quasi assente dalla serie.

### Le Furet
Questa serie originale sostituisce Robin Hood nel 1975, interrotta dopo dieci anni di buon servizio. Ma Le Furet non riesce ad ambientarsi nel settimanale e conosce solo tredici storie in un formato di 12 tavole; la serie termina nel 1976. Le storie sono prima in bianco e nero poi la serie va a colori come il resto del quotidiano.
Le Furet è un orfano raccolto sul Pont Neuf a Parigi dai mendicanti della Corte dei Miracoli. I suoi compagni sono anche la sua famiglia: Bourrache, suo padre più che domatore di orsi che spesso lo accompagna nelle sue avventure, la dolce Babette nonché il Jongleur, il re dei mendicanti. Il furetto si avvicina molto presto alla ginnastica, un settore in cui eccelle, che gli permette di infilarsi ovunque.
Le sue avventure iniziarono proprio all'inizio degli anni Sessanta del Quattrocento, alla fine del regno di Carlo VII,  di cui fu avversario prima di diventare un agente per suo figlio Luigi XI. Lavora anche per la Repubblica di Genova.
Durante le sue missioni incontra personaggi storici, il più delle volte potenti: come il Doge di Venezia Francesco Foscari; il Duca di Milano Francesco Sforza; il Marchese di Mantova Luigi III il Turco; Cosimo de Medici; Re Enrico VI d'Inghilterra; o anche l'anima dannata di Luigi XI, Olivier le Diable. Conta François Villon tra i suoi amici, che fa uscire di prigione.

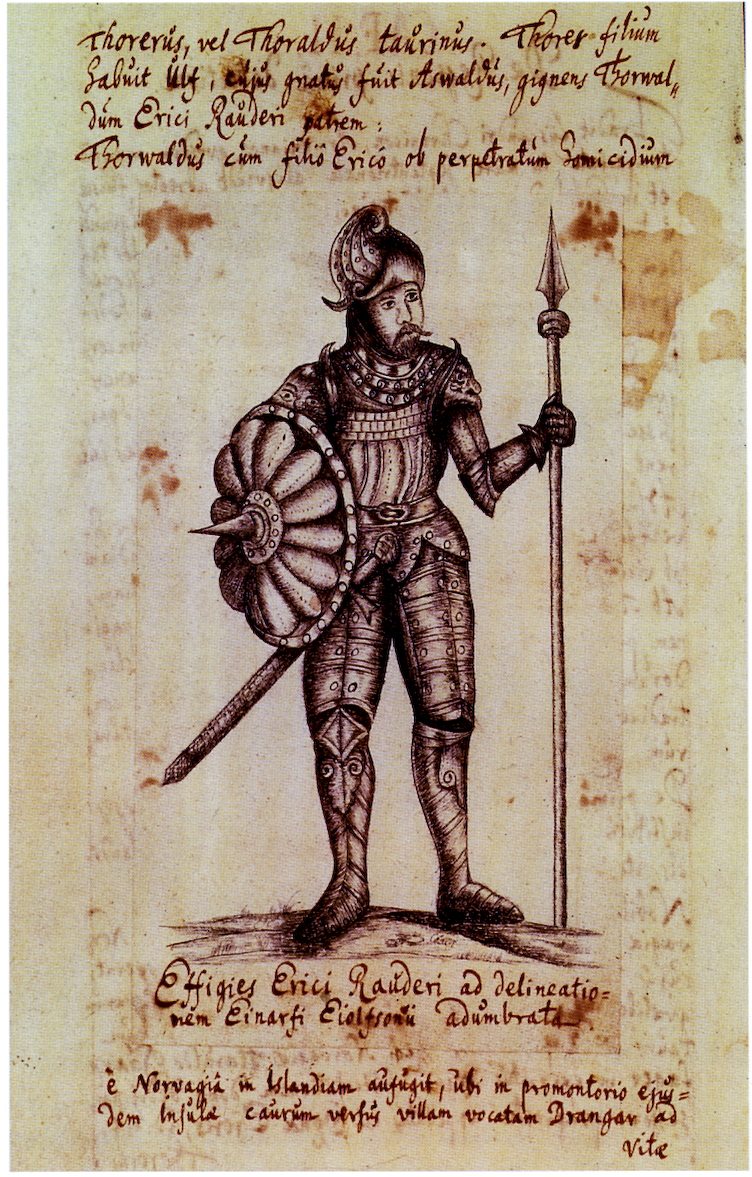
Rappresentazione di Erik il Rosso del XVI secolo.

### Erik il Rosso
In seguito al fallimento della loro serie Le Furet, Jean Ollivier ed Eduardo Coelho si sono riconnessi con l'universo vichingo, abbandonato dai tempi di Ragnar, creando Erik le Rosso nel 1976. Il formato è stato, come per Le Furet, ridotto a dodici tavole.
Ispirato alla saga di Erik il Rosso, lo scopritore della Groenlandia, Jean Ollivier racconta l'esilio di Erik dalla Norvegia, escluso dal consiglio di Hartland. Ollivier mescola strettamente la mitologia norrena con le avventure di Erik poiché è protetto dal dio Thor e perseguitato da Loki. Come nella saga, Erik naviga verso ovest con i suoi compagni, come il suo amico Thorall il cacciatore. Finì per stabilirsi in Islanda a Rocs-Pointus, dove si stabilì la piccola comunità vichinga. Ma il suo desiderio di viaggiare sempre più a ovest non si mai estinto.
Purtroppo Ollivier e Coelho non possono prolungare la saga di Erik il Rosso perché la serie non incontra il successo sperato e viene rapidamente interrotta nel 1977 dopo solo pochi episodi.

### Ayak
Eduardo Coelho e Jean Ollivier tornarono al successo creando la serie Ayak nel 1979. Il duo si allontana dal campo delle serie storiche per entrare in quello delle serie naturaliste e animali.
Ayak è un lupo che assiste all'invasione del suo territorio, lo Yukon  nell'estremo nord canadese, da parte dei cercatori d'oro alla fine del XIX secolo, al tempo della corsa all'oro del Klondike. Tra questi, il trapper Tom Ryan è accompagnato da Wa-Sha, un indiano, e dalla figlia Ann. Si creerà un rapporto stretto e speciale tra questa bambina e il lupo.
La serie conta più di trenta episodi di 10 pagine e termina nel 1984. Per Coelho, questa è la sua ultima serie pubblicata su Pif Gadget.
Tre album Ayak sono stati pubblicati da Hachette tra il 1980 e il 1981.

### Vari
Sempre in questa vena naturalistica, e con Jean Ollivier, Coelho disegna un racconto di tre tavole nel Pif Gadget n. 358 del 1976: Le Voyage des chutes.
La sua ultima pubblicazione risale al 2005, nel nuovo mensile Pif Gadget n. 10 con una storia di dodici tavole La legge delle terre selvagge, su sceneggiatura del sempre complice, Jean Ollivier.

## Altre Pubblicazioni
- Per L'Humanité ha disegnato Les Orgues du diable[10] di Robert Carvel, adattato da Jean Sanitas nel 1968. Allo stesso modo, per l'almanacco de L'Humanité del 1972, ha ripreso un racconto unico di Nasdine Hodja, Le Tapis de Boukhara su una sceneggiatura di Roger Lecureux.[10]
- Nella rivista Yps (in tedesco), l'equivalente tedesco del Pif Gadget, fu pubblicata, su sceneggiatura di Jean Ollivier, la serie storica Gerfried dal 1977 al 1981. Questa serie non fu mai pubblicata in francese.
- Jeanne d'Arc[11]
- Eduardo Teixeira Coelho[12]
- Lambiek Comic-Strips[13]

## Storia a fumetti
Dal 1976, Coelho ha partecipato per Éditions Larousse alla Storia di Francia a fumetti. Questa raccolta fa appello a molti autori di Éditions Vaillant, che lavorano o hanno lavorato per il gadget Pif. Ha diretto sette racconti basati su scenari di Jean Ollivier per sei di essi e Jacques Bastian per l'ultimo. Riscopri i suoi temi preferiti come i Vichinghi o il Medioevo.

## Fine carriera

### La memoria dei Celti
Nel 1985 e nel 1986 i due volumi de La Mémoire des Celtes con Jean Ollivier, e Le pays des Celtes: Mémoires de la Gaule, pubblicati da Hachette furono la sua ultima pubblicazione.

### Riscoperta dell’artista in Portogallo
I primi anni '70 videro un rinnovato interesse per l'artista nel suo paese d'origine. I suoi lavori vengono ripubblicati, parte della sua produzione francese viene tradotta, in particolare sulla rivista Mundo de Aventuras.
Gli anni '80 videro la pubblicazione di album di opere di Coelho, in particolare nella raccolta dell'antologia di fumetti portoghesi dell'editore Futura.

## Collaborazioni
- Camões, film di José Leitão de Barros, 1946 (selezionato al 1º Festival di Cannes), con José Ruy.
- Cortejo Histórico de Lisboa, corteo storico in occasione dell'ottocentesimo anniversario della conquista di Lisbona, sotto la direzione di José Leitão de Barros.
- Vendaval Maravilhoso, film di José Leitão de Barros, 1949. La scenografia realizzata in collaborazione con José Ruy.

## Premi
- Premio Yellow Kid per il Fumettista Straniero al Lucca Comics Festival del 1973 per Robin Hood.
- Premio Jean Macé (con Jean Ollivier) per Vikinghi conquistatori del mare, assegnato da, la Ligue de l'enseignement nel 1976.
- Primo Mosquito Especial assegnato per tutta la sua carriera dal Clube Português de Banda Desenhadain occasione del 5º Festival del Fumetto di Lisbona del 1986 (Portogallo).
- Premio d'onore all'8º Festival Internazionale del Fumetto di Amadora (Portogallo) nel 1997.
- Premio speciale della giuria assegnato dal sito Centralcomics.com nel 2005.[16]
- Diploma de Honra (Diploma d'onore), conferito postumo dalla Tertúlia BD di Lisbona (Portogallo), nel 2013.